# Teut Wallner

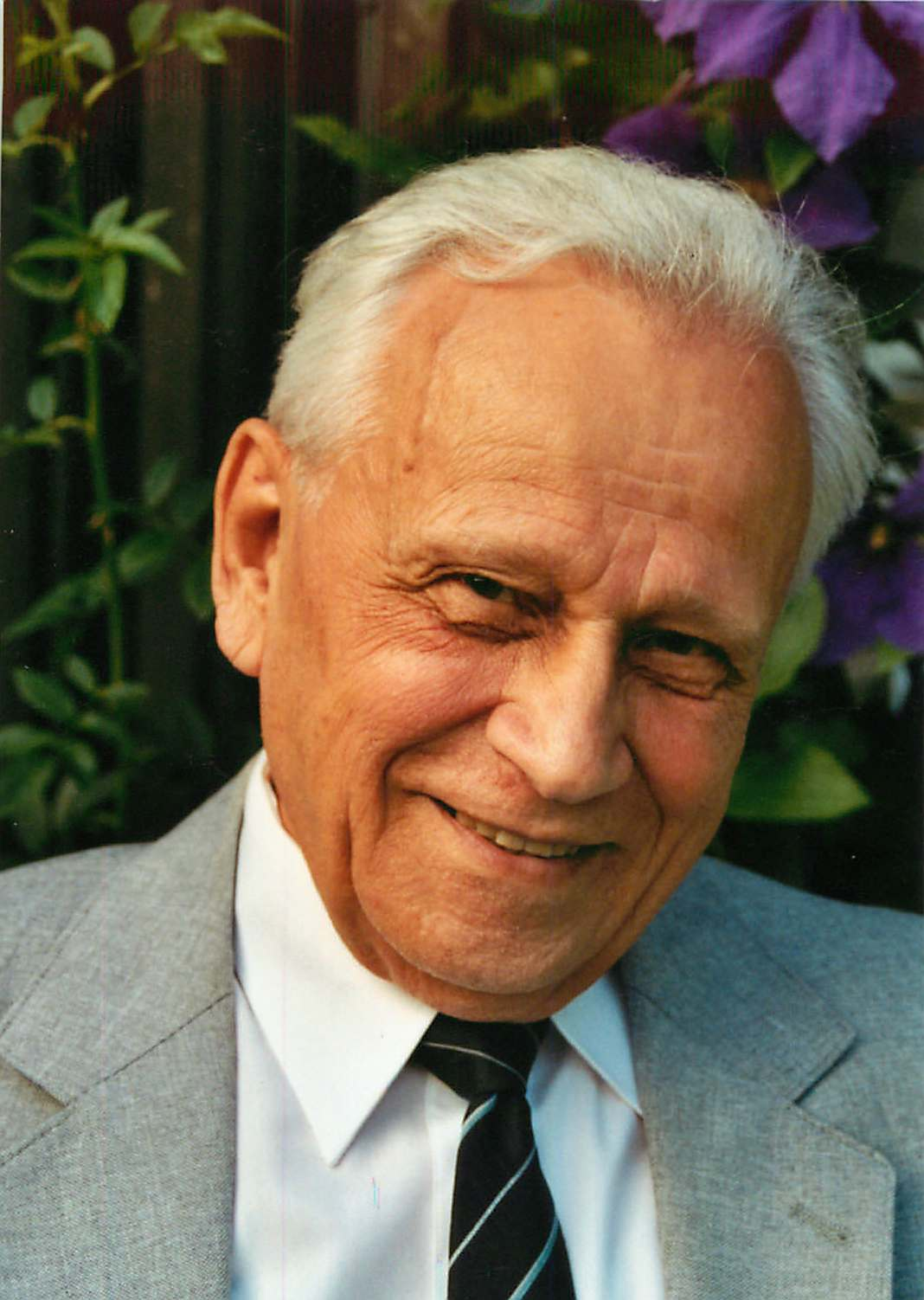
Teut Wallner

Teut Wallner (geboren am 14. Juli 1923 in Berlin; gestorben am 20. Dezember 2018 in Huddinge) ist ein deutsch-schwedischer Psychologe und Graphologe.

## Leben
Wallner studierte von 1949 bis 1953 Psychologie an der Freien Universität Berlin. Parallel zum Studium erfolgte eine Ausbildung in Schriftpsychologie bei Wilhelm Müller (Prof. TU Berlin) und Alice Enskat (Psychologin), die er 1953 mit dem Graphologen-Examen in Berlin vor dem Prüfungsausschuss des Berufsamtes beim Senator für Arbeit abschloss.
Nach dem Studium ging er nach Schweden an das Institutet för tillämpad psykologi in Saltsjöbaden, wo er als Arbeitspsychologe tätig und auch mit schriftpsychologischen Forschungsaufgaben betraut war.
Da Wallner in Theorie und Praxis immer wieder auf Unklarheiten und Fragwürdigkeiten in der Schriftpsychologie stieß und seine kritischen Fragen nicht zufriedenstellend beantwortet werden konnten, begann er 1955 mit eigenen Untersuchungen. Diese galten vor allem der Erfaßbarkeit (Objektivität und Reliabilität) der graphischen Variablen, der Gültigkeit (Validität) schriftpsychologischer Aussagen sowie der Methodenentwicklung (Datierung undatierter Manuskripte ausschließlich aufgrund der Handschrift; Versuche mit schematischer Auswertung von Handschriftenvariablen; Entwürfe von Auswertungsmodellen).
Seit Beginn seiner Forschungstätigkeit wurden von Teut Wallner über 90 Veröffentlichungen in Fachzeitschriften auf Deutsch und Schwedisch publiziert. Des Weiteren entstand 2006 ein schriftpychologisches Kompendium namens "Grundlagen und Methoden der Schriftpsychologie" mit einer diagnostischen Auswertungsmethode nach streng wissenschaftlichen Kriterien.

## Veröffentlichungen (Auswahl)
- T. Wallner, R. Joos, R. Gosemärker: Grundlagen und Methoden der Schriftpsychologie. Books on Demand, Norderstedt 2006. (books.google.de)
- T. Wallner: Mängel und Probleme der Handschriftendiagnostik. Eine Bestandsaufnahme und ein Ausblick. In: Angewandte Graphologie und Persönlichkeitsdiagnostik. 51. Jg., Heft 2, S. 25–46 2003.
- T. Wallner: Zwischenbilanz. Schriftpsychologische Publikationen der vergangenen 50 Jahre. Verlag der Arbeitsgemeinschaft für wissenschaftliche Schriftpsychologie, Bielefeld 2003.
- T. Wallner: Handschriftenatlas: Ganzheitsqualitäten. Eine Zusammenstellung von 28 Ganzheitsqualitäten mit Schriftbeispielen. Verlag der Arbeitsgemeinschaft für wissenschaftliche Schriftpsychologie, Bielefeld 2001. (books.google.de)
- T. Wallner: Lehrbuch der Schriftpsychologie: Grundlegung einer systematisierten Handschriftendiagnostik. Asanger, Heidelberg 1998. (books.google.de)
- T. Wallner: Die grundlegenden Arbeitshypothesen der Schriftpsychologie und ihre Verifikation. In: Zeitschrift für experimentelle und angewandte Psychologie. Bd. 19, Heft 3, 1972, S. 517–528.
- T. Wallner: Planung und Durchführung von schriftpsychologischen Untersuchungen. In: Zeitschrift für Menschenkunde. 34. Jg., Heft 1–2, 1970, S. 280–300. (grafologie.ch)
- T. Wallner: Zusammenhänge zwischen Prognosedaten, Handschriftenvariablen und Ausbildungsergebnissen. In: Psychologische Beiträge. Band 9, 1966, S. 449–454. (graphologie-news.net)
- T. Wallner: Das System der Handschriftvariablen. In: Zeitschrift für Menschenkunde. 23. Jg., Heft 4, 1959, S. 173–189. (in gekürzter und leichter veränderter Form vom Autor erneut 1999 veröffentlicht) (grafologie.ch)
- T. Wallner: Die Zuverlässigkeit der graphologischen Beurteilungsgrundlagen. In: Ausdruckskunde. Band 2, 1956, S. 251–254. (grafologie.ch)